# О Ха На
О Ха На (кор. 오하나; род. 8 января 1985) — южнокорейская фехтовальщица на рапирах, чемпионка Азиатских игр, призёр чемпионатов мира и Олимпийских игр.
Родилась в 1985 году в Соннаме провинции Кёнгидо. В 2010 завоевала золотую медаль Азиатских игр и бронзовую медаль чемпионата мира. В 2012 году завоевала бронзовую медаль на Олимпийских играх в Лондоне. В 2014 году стала обладательницей золотой медали Азиатских игр.